# Província de la Vall del Rift
La província de Rift Valley és una de les vuit províncies de Kenya. És la més gran de totes les províncies. S'hi troba la vall de l'esquerda (en anglès Rift Valley) que dona el nom a la província. Segons el cens 1999, la província cobreix una àrea de 173,854.km² per a una població de 10,006,805 habitants. La capital és la ciutat de Nakuru.
La població de la Vall del Rift compta amb una confluència de diferents identitats ètniques, essent els Kalenjin i els Maasai dos dels grups ètnics més coneguts. La majoria dels millors corredors de Kenya provenen de la comunitat Kalenjin. El poble massai té la identitat cultural més reconeixible, tant a escala nacional com internacional, i serveix com a símbol cultural internacional de Kenya.
El potencial econòmic de la Vall del Rift és immens i no s'ha explotat completament. Hi ha una explosió de la població i va creixent el nombre de persones alfabetitzades a la província.
A part de la Vall del Rift, l'àrea té altres característiques geogràfiques importants per exemple: els volcans Longonot i Suswa, i els llacs Baringo, Bogoria, Magadi, Nakuru, Naivasha, i Turkana.